# Kakimudra
Kakimudra è un mudrā della dottrina induista, nella tradizione yoga e buddhista realizzato con la lingua.

## Posizione

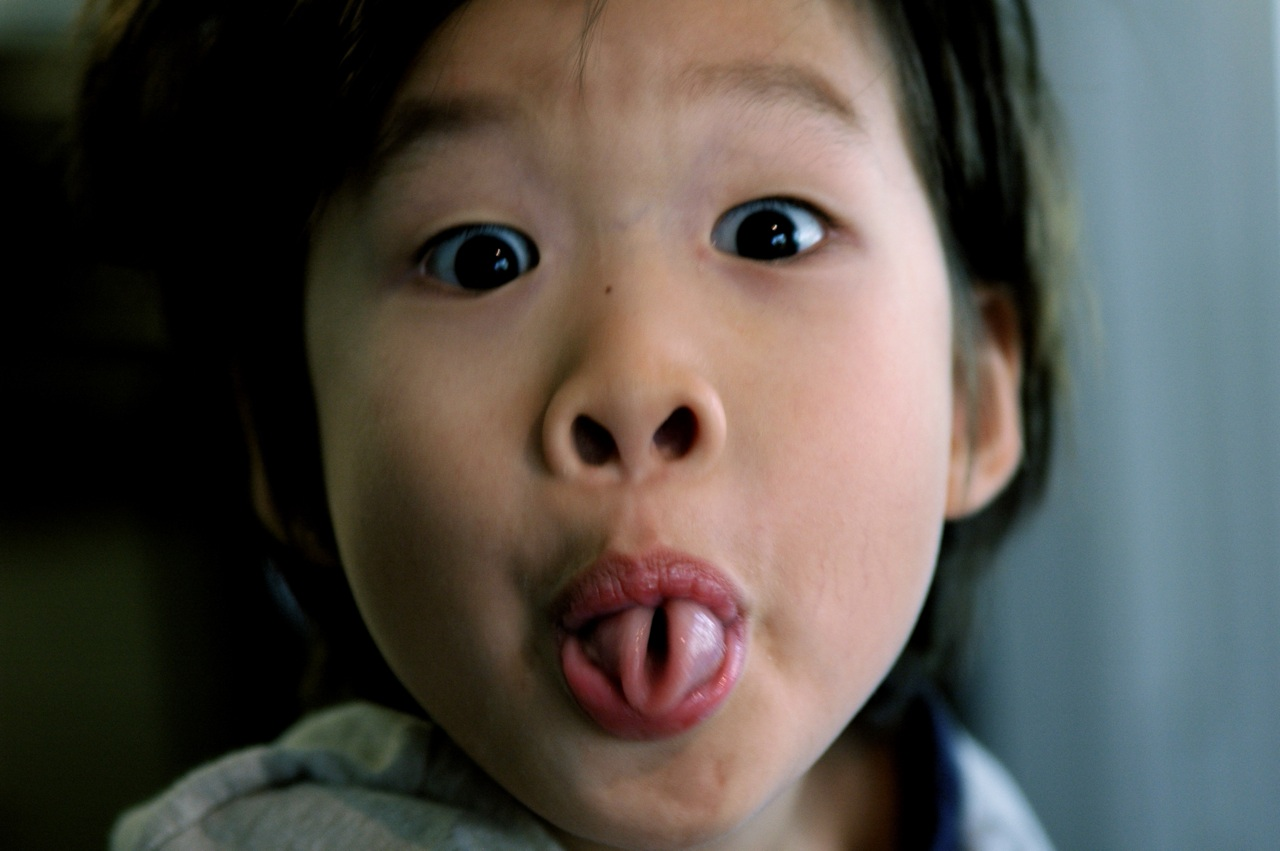
Lingua arrotolata in posizione kakimudra

Il mudra rappresenta una tecnica di respirazione. Estrarre la lingua dalla bocca e arrotolarla piegando i lati su sé stessi, formando una sorta di tubo da cui sarà possibile inspirare.

## Respirazione in Kakimudra e Yonimudra
Posizionare la bocca in Kakimudra. Inspirare dalla bocca facendo passare l'aria del tubo originato dalla lingua. Mettersi in Yonimudra ed espirare dalla narice destra allentando il dito medio della mano destra.
Tornare in Kakimudra e inspirare nuovamente dalla bocca attraverso la lingua, per poi espirare in Yonimudra dalla narice sinistra, rilasciando il dito medio della mano sinistra.